# Thomisus gouluensis
Thomisus gouluensis es una especie de araña cangrejo del género Thomisus, familia Thomisidae. Fue descrita científicamente por Peng, Yin & Kim en 2000.

## Distribución
Esta especie se encuentra en China.